# Samatasvir
Samatasvir (IDX-719) là một loại thuốc thử nghiệm để điều trị viêm gan C. Ban đầu nó được phát triển bởi Idenix và sự phát triển đã được Merck &amp; Co. tiếp tục phát triển sau khi họ mua lại Idenix. Samatasvir đã cho thấy kết quả tốt trong các thử nghiệm giai đoạn II.
Samatasvir là một chất ức chế chọn lọc và mạnh mẽ của phức hợp sao chép virus viêm gan C NS5A. Mặc dù cho thấy kết quả đầy hứa hẹn khi được dùng đơn trị liệu, có thể samatasvir sẽ được bán trên thị trường dưới dạng sản phẩm kết hợp với các thuốc chống viêm gan khác để tăng hiệu quả và giảm cơ hội kháng thuốc, như hầu hết các phương pháp điều trị mới khác cho bệnh viêm gan C phát triển. Các thử nghiệm samatasvir kết hợp với các loại thuốc chống vi-rút khác như simeprevir cũng đang được tiến hành.